# Amomum gramineum
Amomum gramineum  (лат.) — вид однодольных растений рода Амомум (Amomum) семейства Имбирные (Zingiberaceae). Под текущим таксономическим названием описан датско-британским ботаником Натаниэлом Валлихом в 1892 году.
Синонимичное название — Cardamomum gramineum (Wall. ex Baker) Kuntze.

## Распространение, описание
Эндемик Мьянмы. Распространён в административной области Танинтайи
Гемикриптофит либо корневищный геофит. Травянистое растение.